# Mode real
El  mode real  (també anomenat  mode d'adreces reals  en els manuals d'Intel) és un mode d'operació de l'80286 i anteriors CPUs compatibles amb l'arquitectura x86. El mode real està caracteritzat per 20 bits d'espai (segmentat) d'adreces (significant que només es pot adreçar 1 MB de memòria), accés directe del programari a les rutines del BIOS i els perifèrics, i no té conceptes de protecció de memòria o multitasca a nivell de maquinari. Totes les CPU x86 de les sèries del 80286 i posteriors comencen en mode real en encendre l'ordinador, les CPU 80186 i anteriors tenien només un mode operacional, que era equivalent al mode real en xips posteriors.
L'arquitectura 286 va introduir el mode protegit, permetent, entre altres coses, la protecció de la memòria a nivell de maquinari. No obstant això, utilitzar aquestes noves característiques va requerir instruccions de programari addicionals no necessàries prèviament. Com que una especificació de disseny primària dels microprocessadors x86 és que siguin completament compatibles cap enrere amb el programari escrit per a tots els xips x86 abans d'ells, el xip 286 va ser dissenyat per iniciar-se en 'mode real' - és a dir, en un mode que tenia apagades les noves característiques de protecció de memòria, de forma que poguessin córrer sistemes operatius escrits per microprocessadors més vells. Avui dia, fins i tot les més recents CPU x86 s'inicien en mode real en encendre, i poden córrer el programari escrit per a qualsevol xip anterior.
Els sistemes operatius de disc (MS-DOS, DR-DOS, etc.) treballen en mode real. Les primeres versions de Microsoft Windows, que eren essencialment un shell d'interfície gràfica d'usuari corrent sobre el DOS, no eren realment un sistema operatiu per si mateixes, corrien en mode real, fins Windows 3.0, que podia córrer tant en mode real com en mode protegit. Windows 3.0 podia córrer de fet en dos "sabors" de mode protegit - el mode estàndard ", que corria usant mode protegit, i el" mode millorat 386 ", que a més feia servir adreçament de 32 bits i, per tant, no corria en un 286 (que tot i tenir mode protegit, seguia sent un xip de 16 bits, els registres de 32 bits van ser introduïts en la sèrie 80.386). El Windows 3.1 va remoure el suport per ael mode real, i va ser el primer ambient operatiu d'ús massiu que va requerir com a mínim un processador 80286 (no comptant amb el Windows 2.0 que no va ser un producte massiu). Gairebé tots els sistemes operatius moderns x86 (Linux, Windows 95 i posteriors, OS/2, etc.) Canvien el CPU ael mode protegit o mode llarg en l'arrencada.